# Бикачел (Бихор)
Бикачел (рум. Bicăcel) насеље је у Румунији у округу Бихор у општини Лазарени. Oпштина се налази на надморској висини од 217 m.

## Становништво
Према подацима из 2002. године у насељу је живело 232 становника, од којих су сви румунске националности.